# Provincia de Hà Nam
La provincia de Ha Nam (en vietnamita: Hà Nam) fue una de las provincias que conformaban la organización territorial de la República Socialista de Vietnam. Existió desde 1991 hasta que se fusionó con la provincia de Ninh Bình en 2025.

## Geografía y demografía
Ha Nam se localizaba en la región de Delta del Río Rojo (Đồng Bằng Sông Hồng). La provincia poseía una extensión de territorio que abarcaba una superficie de 852,2 km².
La población de esta división administrativa era de 822.700 personas (según las cifras del censo realizado en el año 2005). Estos datos arrojan que la densidad poblacional de esta provincia era de 965,38 habitantes por cada kilómetro cuadrado.